# پورتالز (نیومکزیکو)
پورتالز (به انگلیسی: Portales) یک شهر در ایالات متحده آمریکا است که در نیومکزیکو واقع شده‌است. پورتالز ۱۷٫۷ کیلومتر مربع مساحت و ۱۲٬۲۸۰ نفر جمعیت دارد و ۱٬۲۲۱ متر بالاتر از سطح دریا قرار دارد.